# Scania AXL
O protótipo AXL, feito e demonstrado pela empresa sueca Scania (Scania AXL) é o primeiro veículo de grande porte autônomo e sem cabine da marca. Seguindo instruções programadas por especialistas, com a motorização de um biocombustível planejado para exercer operações em grandes mineradoras. Sendo autônomo, não é necessário alguma operação de um condutor interno. O protótipo tem um módulo de controle, dadas as informações por 7 câmeras que usufruem de ondas laser para verificar obstáculos pelo ambiente.
O conceito de um veículo autônomo de grande porte já havia sido apresentado por outras marcas concorrentes da empresa, porém este é o único sem um condutor de prontidão, caso haja algum erro técnico ou de programação. O mesmo foi oficializado no dia 10 de outubro de 2019. Sendo um protótipo recém-lançado, não há muitas informações cruciais sobre o mesmo, como a especificação do motor, dimensões e etc.

## Planejamento
Seguindo a ideia e conceito da Volvo, Einride e etc. A Scania reuniu especialistas de diversas áreas (designers, engenheiros, mecânicos, dentre outros) eventualmente com o objetivo de desenvolver um novo protótipo para a empresa, com o conceito de autonomia e inovabilidade. Sendo inicialmente planejado para a agilidade de trabalhos pesados, sendo na maioria deles, operações em minas. Um dos futuros planos para o protótipo é a chegada do mesmo em áreas urbanas (construções urbanas).